# Mullus surmuletus
Espèce
Le rouget de roche ou rouget-barbet de roche (Mullus surmuletus) est une espèce de poissons marins, carnivore, se nourrissant surtout sur le fond,, de la famille des Mullidae.
C'est un poisson dont les populations semblent évoluer en Méditerranée, et qui était rare en Manche et au Nord, dont le stock semble s'étendre vers le nord, mais sa répartition actuelle est encore mal connue, ce qui a poussé la Commission européenne à demander qu'il soit évalué, ce que le CIEM (Conseil International pour l’Exploration de la Mer) a entrepris avec divers experts des ressources halieutiques et en créant et pilotant un groupe de travail New Species Working Group (WGNEW), pour éventuellement envisager des mesures visant à limiter le risque de surexploitation de cette ressource nouvelle et « à forte valeur ajoutée » pour l'Europe de l'Ouest par surpêche.

## Répartition

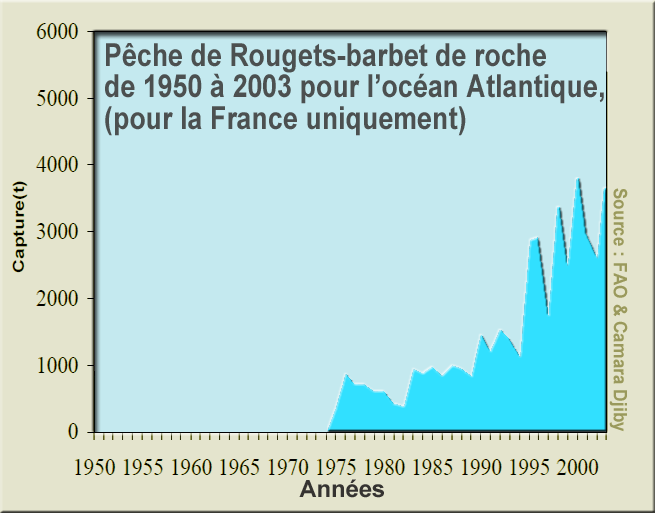
Pêche des rougets-barbet de roche de 1950 à 2003 pour l'océan Atlantique (FAO)

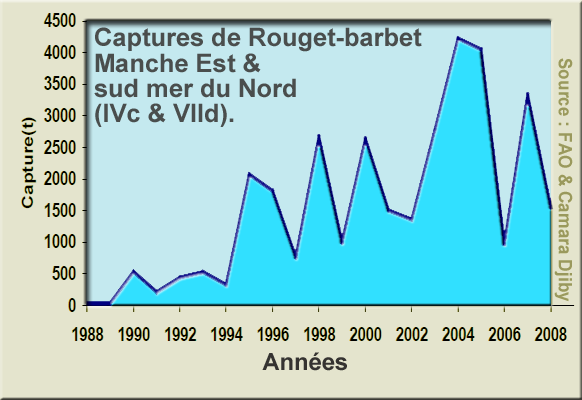
Évolution des captures de rougets-barbet par la flotte française de pêche (de Boulogne-sur-Mer essentiellement) en Manche orientale et au sud de la mer du Nord (IVc & VIId), d'après FAO.

Selon les prises, elle s'étend manifestement vers le nord depuis 1975 environ en Manche vers la Baltique, mais aussi le long des limites du plateau continental à l'ouest du Royaume-Uni. Par exemple, alors qu'ils n'apparaissaient presque jamais dans les filets de 1925 à 1995 (quasi-absence durant 70 ans sauf en 1940 avec 19 rouget enregistrés dans la recherche faites par les services anglais de la pêche »(FRS) en zone d'échantillonnage démersales, sur un total de 329 chalutages). Il est depuis de plus en plus capturés par chalut lors des pêches expérimentales ou des enquêtes au large de l’Écosse, depuis 1995 et à l'ouest comme à l'est de l'Écosse. Cependant, dans cette région, tous les rouget pris par FRS depuis 1995 l'ont été au cours du premier trimestre de l'année malgré un échantillonnage actif, ce qui laisse penser qu'il est encore dans cette zone en limite d'aire de répartition ou qu'il y a un comportent de migrateur saisonnier ; il pourrait s'agir d'une population nordique qui migre vers une zone où l'eau est plus chaude en l'hiver.

En France, Ifremer et le Comité régional des pêches maritimes et des élevages marins (CRPMEM) Nord - Pas-de-Calais - Picardie ont finalisé en 2005 une première étude sur la biologie de l'espèce et sur ses pêcheries, en profitant notamment de la campagne Channel Ground Fish Survey (CGFS) pour estimer son abondance annuelle en Manche/Sud mer du Nord,

## Pêche
Le rouget-barbet de roche est actuellement pêché sur la façade atlantique-Est, de l'Écosse au Maroc, ainsi qu'en mer du Nord et en Méditerranée.
Il fait partie des espèces d'intérêt commercial qui semblent en train de remonter vers le nord, peut-être en raison du réchauffement climatique et peut-être aussi parce qu'il se nourrit plus facilement sur les fonds endommagés et remués par les chaluts de fond ; autrefois uniquement pêché par les Espagnols en mer Méditerranée et dans le Golfe de Gascogne, on le trouve de plus en plus depuis la fin des années 1980 en Manche et même en mer du Nord ; ce sont maintenant les chalutiers boulonnais qui en débarquent le plus en France, et autant que les Espagnols « En 1998, 60 % des prises françaises étaient réalisées par les chalutiers de fond étaplois » et « En Manche Est et sud mer du Nord, de 1999 à 2004, les captures de rouget barbet ont augmenté de 1000 à 4200 tonnes ».
C'est une espèce dont la valeur commerciale est élevée. En Manche et Sud de la mer du Nord, son prix moyen (au débarquement) est situé après celui de la sole, le débarquement du rouget barbet est inférieur à celui de la sole, mais devant celui des autres poissons les plus débarqués (cabillaud, merlan et plie).

## Parasitoses

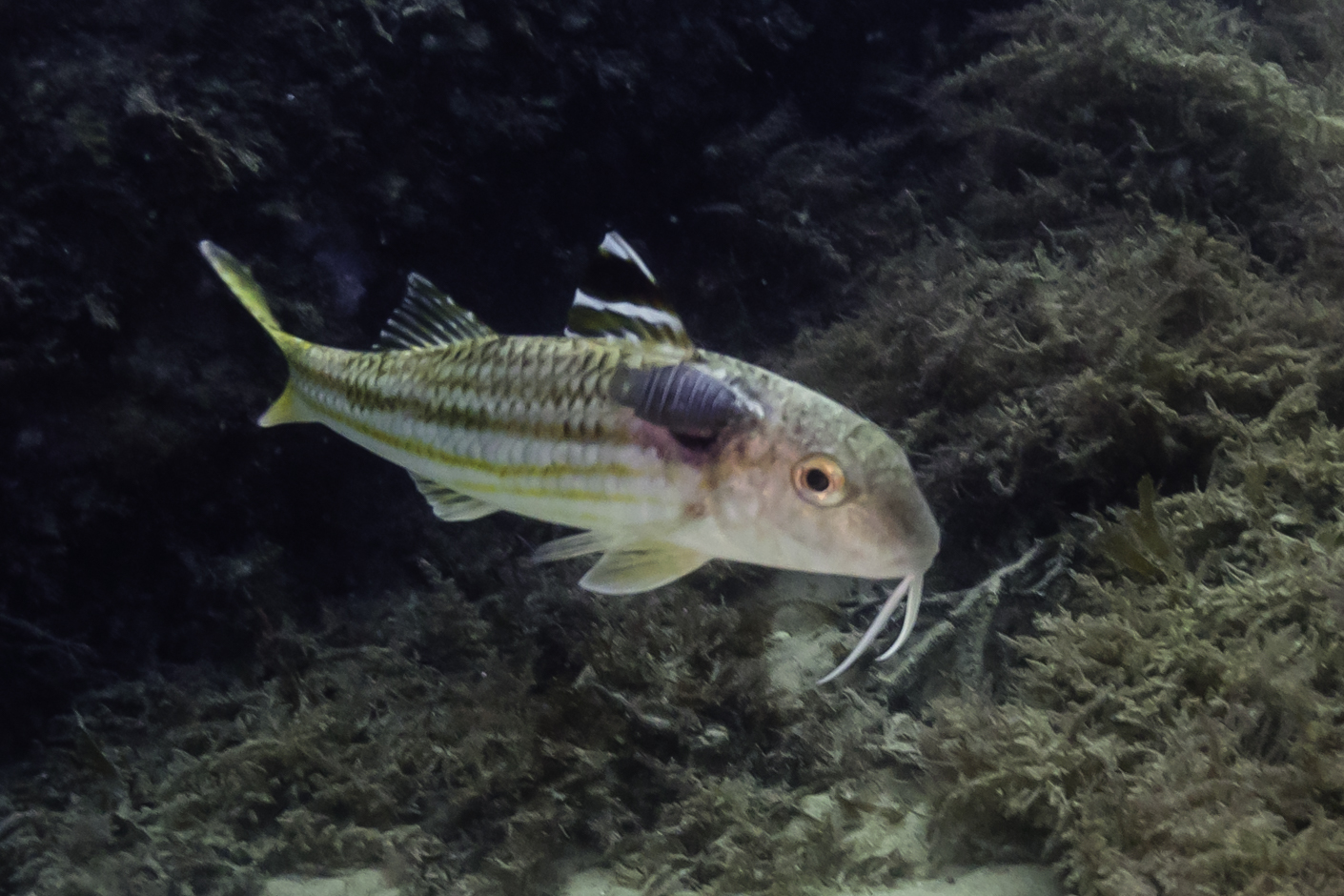
rouget de roche avec un parasite (Anilocra physodes).

Comme beaucoup de poissons carnivores se nourrissant sur le fond, il est souvent parasité par des digènes et autres helminthes intestinaux (trématodes surtout). Sa communauté parasitaire, qui montre des spécificités géographiques, a été étudiée en Méditerranée.

## Habitat
Bien que son nom rouget-barbet de roche laisse à penser qu'il recherche sa nourriture dans les roches, Mullus surmuletus se rencontre le plus souvent sur les fonds meubles : sable, gravier ou herbier. Il peut cependant fréquenter des fonds plus rocheux. On le trouve à des profondeurs inférieures à 100 m, ce qui le différencie du rouget de vase (Mullus barbatus) qui vit à de plus grandes profondeurs.

## Alimentation

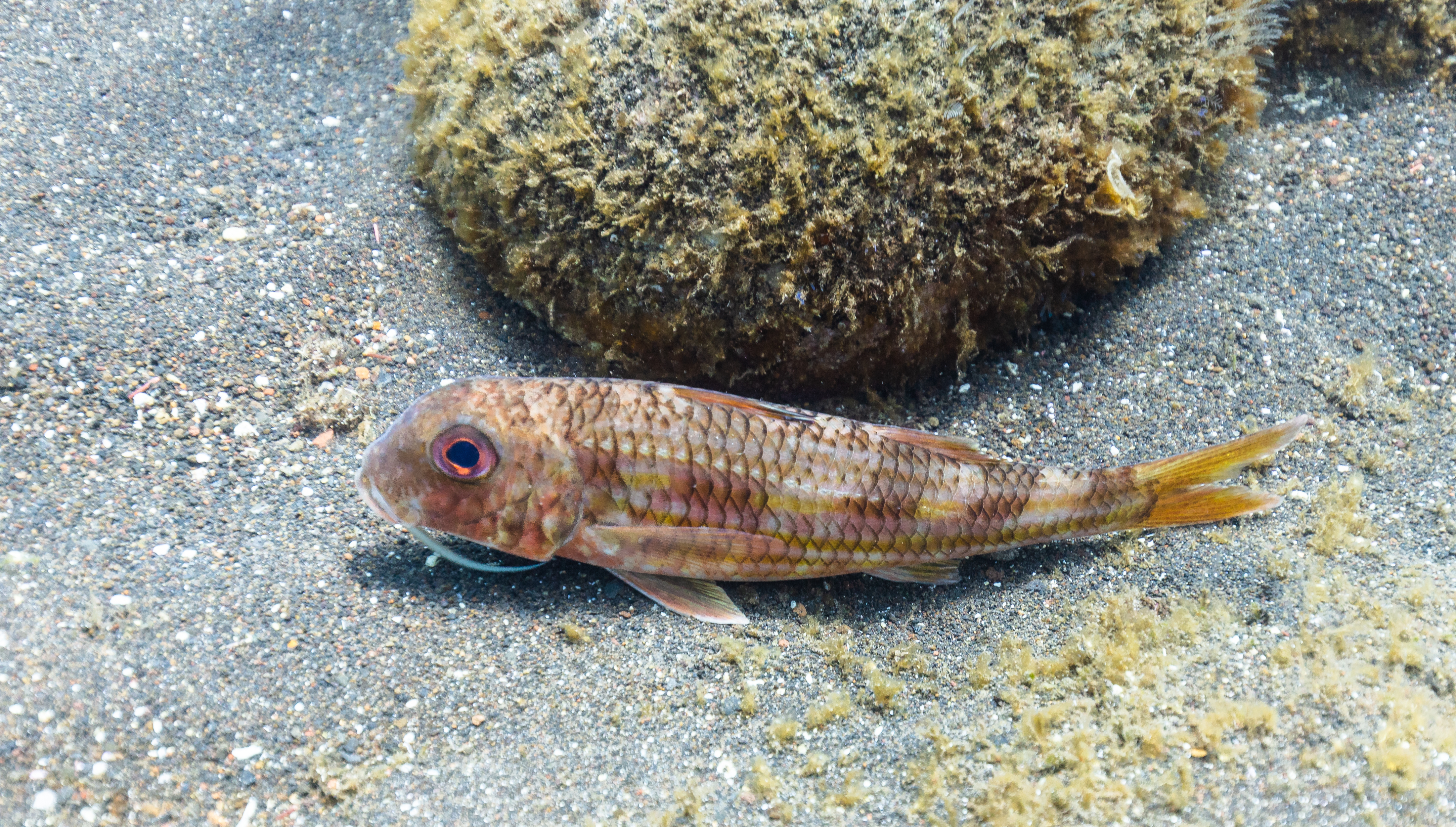
Rouget de roche sur la côte de Madeira

L'espèce est réputée chasser les espèces épigées à vue et fouiller le substrat avec l'aide de ses barbillons mentonniers pour détecter les espèces endogées. Il fait un « tri buccal » des proies en recrachant les graviers et le sédiment, dont de nombreux polychètes, dans une niche écologique qu'il partage avec par exemple (en Méditerranée) avec Mullus barbatus,Pagrus pagrus et Gobius niger. Il occuperait dans le réseau trophique une position de transition entre les espèces généralistes et spécialiste, et peut-être même plutôt spécialiste en Méditerranée selon les conclusions d'une analyse du contenu stomacal de 446 spécimens (de 62 à 230 mm de longueur totale, pêché au chalut de fond d'août 1988 à août 1989.

Selon l'analyse de son contenu stomacal (ex : 767 rougets de roche, Mullus surmuletus (Linné, 1758), juvéniles et adultes capturés en Bretagne dans le nord du golfe de Gascogne), dans la nature), le rouget-barbet de roche est (en Atlantique, comme en Méditerranée) un euryphage qui se nourrit d'organismes benthiques ; invertébrés tels que des crustacés (amphipodes et décapodes, des vers polychètes, des mollusques ainsi peut-être que de petits poissons benthiques. Comme chez la plupart des espèces, son régime alimentaire évolue avec l'âge. Il est exposé à une certaine bioconcentration de polluants (métaux lourds, notamment chez les individus âgés) dans les régions où le substrat ou l'eau seraient pollués (en Méditerranée, en aval des estuaires en Manche/Mer du Nord par exemple, ou à proximité de dépôts de munitions immergées de la façade ouest-européenne là où des munitions commenceraient à fuir). Une étude faite en Mer Adriatique sur des rougets barbet âgés de 1 à 8 ans a montré que leur teneur en métaux (Cd, Zn, Fe,Mn) était bien corrélée à leur âge, avec un taux élevé de cadmium toxique dans le foie, indice d'accumulation chronique.
- On s'est aussi intéressé aux rougets vivant non loin d'une mine d'uranium[15] connue pour des rejets de radon se dispersant mal en raison d'une position en vallée et susceptible de s'accumuler dans une zone habitée[16],[17], et dont les rejets polluent la partie slovène de la mer Adriatique. L'activité du 210Po et 210Pb a été mesurée dans les poissons débarqués pour le marché slovène (idem pour des calmars mis sur le marché slovène et des moules croissant dans la partie slovène de la mer Adriatique)[18]. Les Concentrations et activité du 210Po dans les poissons, calmars et moules ont varié de 0,039 à 35,0 Bq/kg poids frais. Pour le 210Pb, ils ont varié de 0,08 à 3,03 Bq/kg poids frais. L'exposition annuelle par ingestion de 210Po et 210Pb avec le poissons, les calmars et les moules a été estimée à 47,6 μSv/an pour un slovène moyen (selon données européennes et FAO de consommation moyenne estimée).

## État des stocks, gestion des pêches

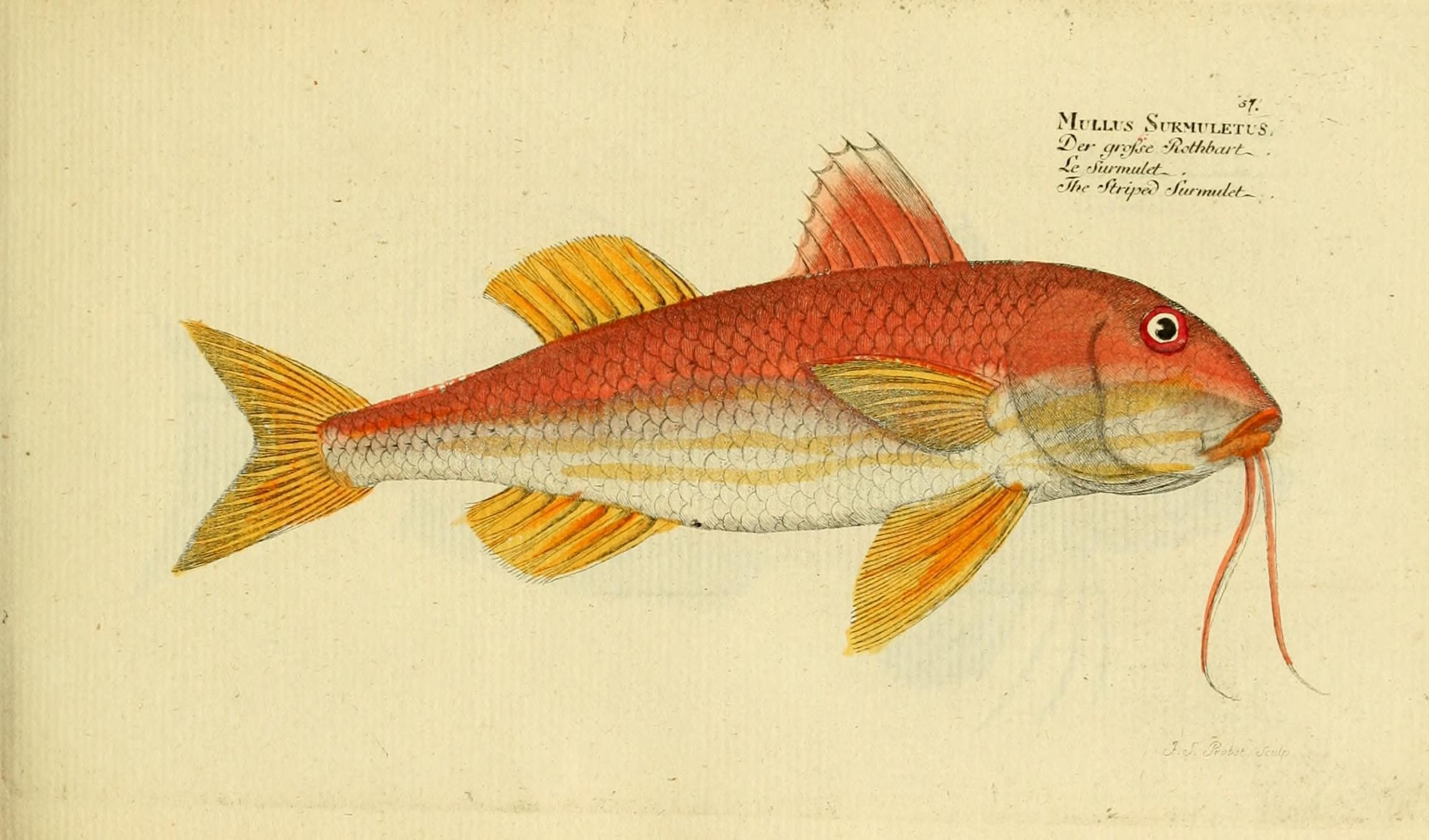
Mullus surmuletus dans une illustration de 1796

L'état des populations et de sa métapopulation sont mal connus, et comme le signalait Camara Djiby en 2009, une forte augmentation des pêches ne signifie pas toujours qu'une population soit en bon état de conservation (par exemple si les techniques de pêche ont progressé au détriment de cette espèce).

## Toxicologie, écotoxicologie
Se nourrissant parfois sur des fonds pollués et d'animaux susceptibles de bioaccumuler des métaux ou polluants organiques, il est susceptible de contribuer à la contamination du réseau trophique ;
- On avait déjà montré, sans surprise, que son foie et ses reins (organes de détoxication) pouvaient contenir différents métaux, de même que son tube digestif. Comme chez la plupart des espèces marines, les protégines métallothionéines sont utilisées par cette espèce pour fixer les métaux[19].
- En 2008 et 2009, des analyses[20] de quelques métaux indésirables ou toxiques (arsenic, cadmium,cuivre, mercure et plomb) ont été faites par spectrométrie d'absorption atomique ou AAS) de tissus musculaires (partie consommée par l'Homme) de Rougets barbet prélevés dans les eaux croates de l'Adriatique. 
Si les concentrations de Cd, Cu, Hg et Pb obtenues étaient sous les valeurs seuil de la réglementation communautaire européenne ; les taux d'arsenic (jusqu'à 70,9 mg/kg dépassaient dans ce cas les limites recommandées ou obligatoires pour la consommation par l'Homme, pouvant selon la conclusion des auteurs « présenter un problème de santé humaine »[20]. 
Les taux de ces 5 métaux dans la chair des rougets testés variaient selon les individus de 0.01 à 70,9 mg/kg pour l'arsenic, 0,002 à 0,85 mg/kg pour le cadmium, 0,001 à 57,3 mg/kg pour le cuivre, Hg 0,001 à 2,07 mg/kg pour le mercure et de 0,001 à 0,27 mg/kg pour le plomb[20].
Les taux de métaux trouvés chez Mullus barbatus sont proches avec dans les foies de 6 à 183 µg/kg en poids humide pour le cadmium, et 39 à 970 µg/kg en poids humide de plomb. Le taux de cadmium dans le muscle variait quant à lui de 4,1 à 29 µg/kg en poids humide, considéré comme bas pour la Méditerranée alors que le plomb (dans le muscle toujours) variait de 49 à 158 µg/kg en poids humide, taux comparables à ceux d'autres poissons de l'Adriatique (le seuil à ne pas dépasser pour le plomb est de 0,3 mg/kg pour la chair (muscle) dans l'Union européenne).

Dans ce cas, il n'y avait pas de corrélation entre teneur en métaux des tissus musculaires et la taille du poison.
- Le mercure présente des propriétés particulières : il est plus toxique et bioassimilable pour l'Homme sous sa forme méthylée, qui de plus s'accumulent dans la chair et non dans le rein et le foie qui souvent ne sont pas consommés par l'Homme (bien qu'on puisse aussi en faire de la farine de poisson réintroduite dans le circuit alimentaire). On a donc cherché à le mesurer sous ses deux principales formes chez cette espèce et dans les tissus musculaires. Des analyses faites dans des rougets-barbet de la mer Ionienne et en Adriatique ont mis en évidence des taux significatifs et parfois trop élevés de mercure total et de méthylmercure dans le Mullus barbatus (en mer Ionienne: Hg = 0,40 μg/gramme de chair humide, MeHg = 0,40 μg/gramme de chair humide - en Mer Adriatique : Hg = 0,49 μg/gramme de chair humide, le MeHg = 0,44 μg/gramme de chair humide) à comparer au merlu (Merluccius merluccius) espèce pélagique (mer Ionienne: Hg = 0,09 μg/gramme de chair humide, le MeHg = 0,09 μg/gramme de chair humide; mer Adriatique: Hg = 0,18 μg/gramme de chair humide; MeHg = 0,16 μg/gramme de chair humide). 
Le mercure total a été mesuré dans tous les échantillons des deux espèces en mer Adriatique, avec des taux restant sous la limite de détection dans 25 % et 11 %, respectivement, du mulet et des échantillons de merlu de la mer Ionienne. Mais dans 18,8 % et 22,2 % des échantillons de Rouget de la mer Ionienne et l'Adriatique, respectivement, les taux de mercure total dépassaient le niveau maximal fixé par la Commission européenne (Hg = 0,5 μg/g en poids humide). Chez ces deux espèces, le mercure était présent presque complètement sous sa forme méthylée (60 % à 100 % du mercure détecté). Dans ce cas, l'apport hebdomadaires estimé en mercure total reste inférieur à la dose hebdomadaire tolérable provisoire (DHTP) pour les deux espèces, mais comme le mercure est essentiellement présent sous forme de méthylmercure, leur consommation fournit un apport méthylmercure dépassant la limite de sécurité de l'OMS[22].
- Près des côtes, des PCB et des résidus de pesticides peuvent aussi être retrouvés dans la chair de cette espèces mais en mer Adriatique, il n'était pas parmi les espèces les plus touchées[2].
- Une étude a porté sur la teneur en quelques perturbateurs endocriniens de la chair d'une espèce très proche (Mullus barbatus) ; alkylphénols (AP) et leurs dérivés éthoxylés (APE), en l'occurrence nonylphénol (NP), octylphénol (OP) et polyéthoxylates octylphénol (OPE), ainsi que chez 7 autres espèces marines comestibles de la mer Adriatique) pour tenter d'estimer l'apport pour la population italienne via l'alimentation ; On en a retrouvé dans tous les échantillons analysés (comme chez les autres espèces étudiées (qui étaient des crustacés ou 6 espèces de poissons : anchois, maquereau, merlu européen, sole commune et Lotte). Dans tous les cas, les taux les plus élevés étaient ceux de nonylphénol qui se concentrent manifestement dans le réseau trophique ; 118 à 399 ng/gramme de poids frais dans les crustacés et de 9,5 à 1 431 ng/gramme de poids frais, respectivement pour les crustacés et les poissons). L'octylphénol a aussi été retrouvé à des taux de 02,07 ng/gramme de poids frais à 04,07 ng/gramme de poids frais dans les crustacés et de 0,3 à 3,8 ng/gramme de poids frais dans les poissons[23].

## Reproduction
La ponte a lieu de mai à juillet.

## Dénomination
Ses autres noms vernaculaires sont :
- Rouget-barbet
- Surmulet
- Rouget de roche

Ces deux dernières appellations ne sont pas reconnues en France par la Direction Générale de la Concurrence, de la Consommation et de la Répression des Fraudes (DGCCRF).
Les poissons dont le nom comporte le terme rouget sont traités dans l'article détaillé : Rouget.

### Définition plus ancienne (1877)
«...
Ouvrage : Les poissons (Synonymie - Description - Mœurs - Frai - Pêche - Iconographie...) par H.GERVAIS et R. BOULART (Attachés au Museum) avec une introduction de PAUL GERVAIS (Membre de l'Institut). Paris J. ROTHSCHILD EDITEUR (1877)
Mullus sermuletus (avec un e et non un u)...
- Angleterre : Striped Surmullet, Red Mullet, Surmullet
- Allemagne : Grosser Rothbart
- Italie : Triglia di scoglio
- Espagne : Barbo

Le surmulet, assez rare dans l'océan Atlantique, est plus rare dans la Manche et la Méditerranée. Il se trouve aussi dans la mer du Nord et dans la Baltique. Il est dénommé :
- Barberin par les Gascons
- Strilha par les Niçois
- Roget par les Provençaux et les Languedociens...»[25]